# Сольвейг, Мартин
Мартин Сольвейг (фр. Martin Solveig; настоящее имя — Мартин Пиканде (фр. Martin Picandet), род. 22 сентября 1976 года) — французский диджей и музыкальный продюсер из Парижа.
Создатель лейбла «Mixture Stereophonic».
Также он ведет еженедельное радиошоу «C’est La Vie» на станциях по всему миру, включая FG DJ Radio у себя на родине.

## Ранние годы
Мартин Пиканде родился 22 сентября 1976 года в Париже. Мартин был воспитан на классической музыке. В возрасте тринадцати лет его внимание было обращено на электронные звуки.
Его первая резиденция была в клубе Le Palace в возрасте 18 лет, где его наставником был Клод Моне. Затем Мартин перешёл в Les Bains Douches и играл вместе с Тодом Терри, Роджером Санчесом и Бобом Синкларом.
Он сам выбрал себе псевдоним в дань уважения французской актрисе Сольвейг Доммартин.
Сольвейг начал редактировать старые треки, чтобы добавить что-то новое в его[чьи?] сеты.
В 21 год он воспользовался стажировкой во время учёбы в бизнес-школе, чтобы основать свой собственный лейбл, Mixture Stereophonic. Он выпустил «Heart of Africa»[что?], для которого он черпал вдохновение от «звонкого» голоса учителя английского языка. Запись была продана тиражом 10 000 экземпляров и выступила в качестве катализатора для карьеры Мартина, привлекая внимание своих коллег, в результате Боб Синклер попросил Мартина присоединиться к проекту «Africanism». В рамках проекта коллектив выпустил «Edony»[что?], которые дали Мартину билет в элитную группу продюсеров из Франции, которая ворвалась на мировой рынок. После окончания института Сольвейг отправился в тур по нескольким странам Европы.

## Дискография
Студийные альбомы
- Sur la Terre (2002)
- Suite (2003)
- Hedonist (2005)
- C’est la vie (2008)
- Smash (2011)